# Cholenice
Cholenice (en allemand : Cholenitz) est une commune du district de Jičín, dans la région de Hradec Králové, en République tchèque. Sa population s'élevait à 223 habitants en 2022.

## Géographie
Cholenice se trouve à 2 km au sud-est du centre de Kopidlno, à 14 km au sud-sud-ouest de Jičín, à 41 km à l'ouest-nord-ouest de Hradec Králové et à 67 km à l'est-nord-est de Prague.
La commune est limitée par Kopidlno au nord-ouest et au nord, par Vršce à l'est, par Běchary au sud-est et au sud, et par Budčeves au sud-ouest.

## Histoire
La première mention écrite de la localité date de 1378.

## Galerie

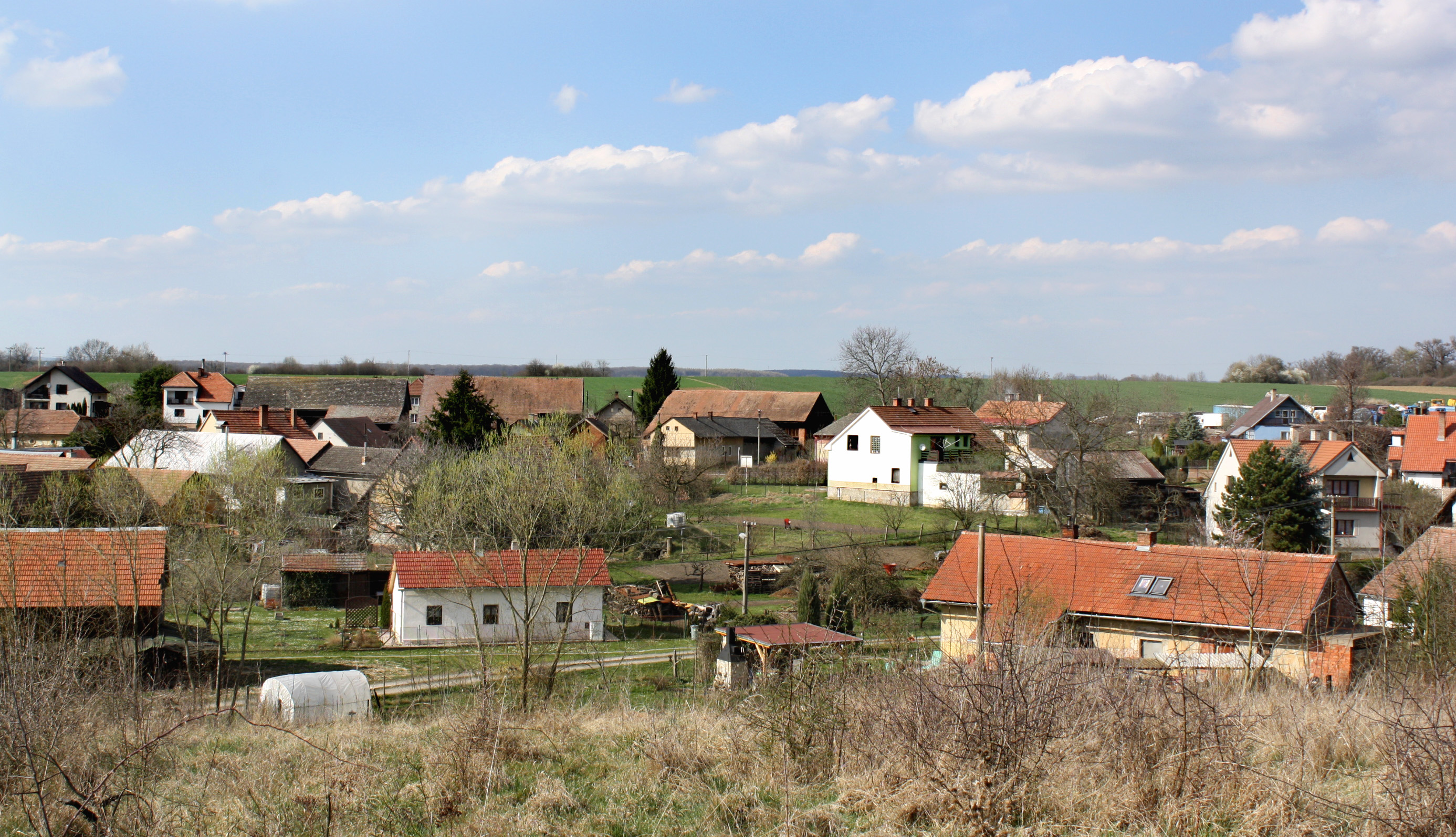
Cholenice : quartier est.
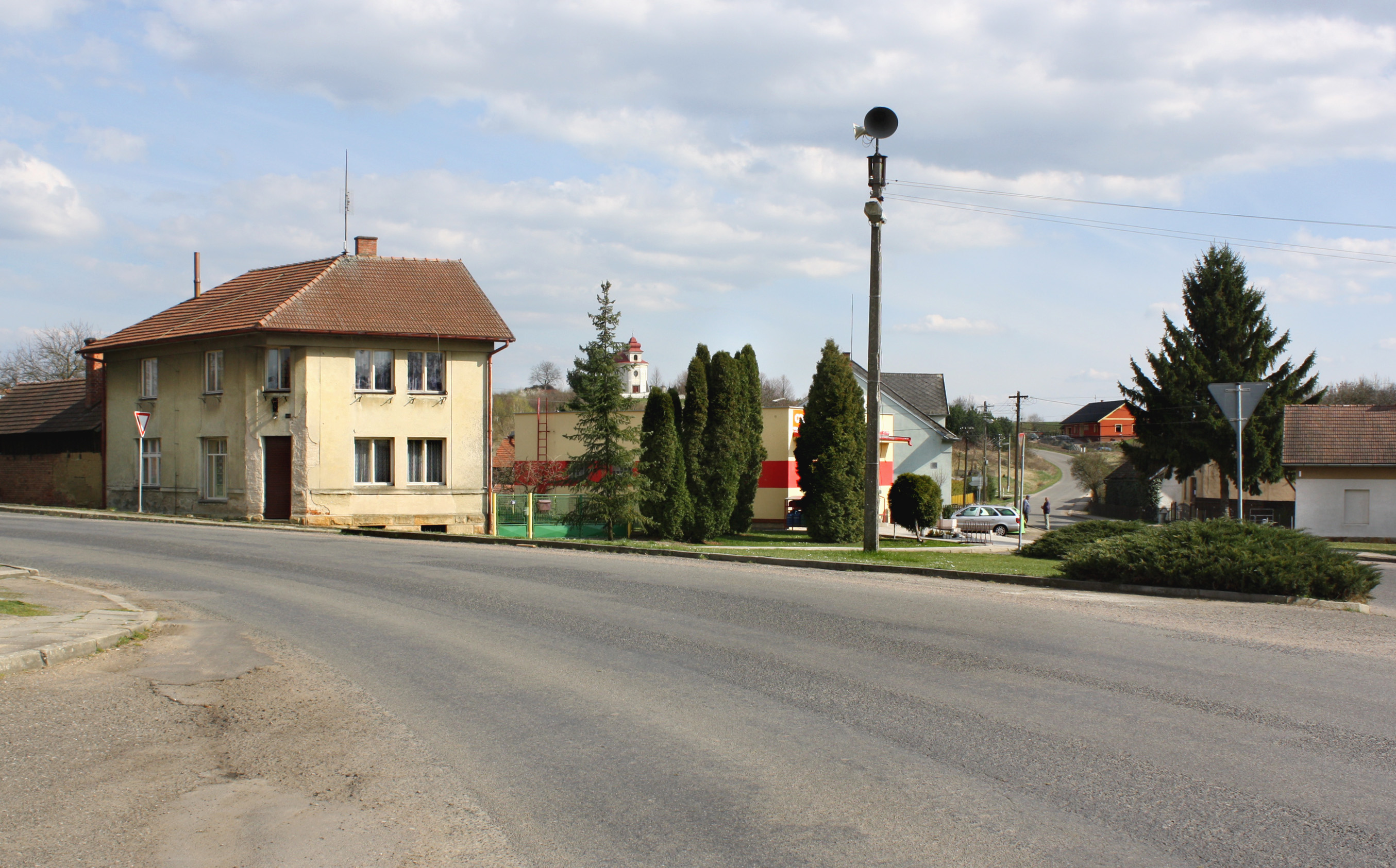
Centre de Cholenice.

## Transports
Par la route, Cholenice se trouve à 1,5 km de Kopidlno, à 16 km de Jičín, à 53 km de Hradec Králové et à 86 km de Prague. 